# Kadina (Australia)
Kadina – miasto w Australii, w stanie Australia Południowa.